# Liste der Naturdenkmale in Isselbach
Die Liste der Naturdenkmale in Isselbach nennt die im Gemeindegebiet von Isselbach ausgewiesenen Naturdenkmale (Stand 20. Mai 2024).

## Naturdenkmale
| Nr.         | Bezeichnung          | Lage                                           | Beschreibung                                                      | Bild                                    |
| ----------- | -------------------- | ---------------------------------------------- | ----------------------------------------------------------------- | --------------------------------------- |
| ND-7141-411 | Kaiser-Wilhelm-Linde | Isselbach, Hirschberger Straße, bei Nr. 2 Lage | Tilia cordata, um 1870 gepflanzt, 13 m hoch bei 0,8 m Durchmesser | Direkt Bild zu diesem Denkmal hochladen |

## Ehemalige Naturdenkmale
| Nr. | Bezeichnung | Lage                                                              | Beschreibung                                    | Bild                                    |
| --- | ----------- | ----------------------------------------------------------------- | ----------------------------------------------- | --------------------------------------- |
|     | Stieleiche  | Isselbach, nördlich des Ortes; Flur Hinter dem großen Graben Lage | Quercus robur; Rechtsverordnung 2013 aufgehoben | Direkt Bild zu diesem Denkmal hochladen |